# 經驗主義美學
18世紀啟蒙運動影響美學發展，英國經驗主義美學與理性主義相對立,否認任何天賦觀念，只有感性經驗才是認識的唯一泉源 ;英國是唯物主義的誕生地，以經驗為出發點, 既能達到唯物主義，也能達到唯心主義

## 代表思想家
- 培根

- 含夫次別利，觀點有經驗主義，也有理性主義，主要是一位自然神論者。

## 美學主張
- 自然神不是基督教的上帝，也非支配世界的超驗的人格力量，而是一種聽憑世界按照自然本身的規律存在和發展的非人格的理性力量 。
- 宇宙是一個複雜的，和諧的整體。由三種不同等級的形式構成，第一級是死形式，沒有行動，也沒有理性，第二級是賦予形式的形式，本身有理性，有行動與創造。第三級是，最高級的形式，賦予形式給物質，並且賦予形式於心本身，它是一切形式的基礎和根源，也就是自然神。

- 美的本質就是自然神所賦予的自然形式的和諧，美也有三種，第一種死形式的美，如金屬石頭木料。第二種，賦予形式的形式所產生的美，即由有理智的人所創造的美，藝術美。最高級的美創造了賦予形式的形式本身，乃是一切美的基礎泉源。三種美由低而高構成美的階梯，組成和諧的宇宙整體。自然神是美的總根源，創造了第一性的美。而人是小宇宙，可以反應偉大的藝術作品，大宇宙。人所創造的是，第二性之美。

- 美感不是單純的五官感覺，還包含了理性，含夫次別利的觀點仍是重視審美的直接感受性，屬於經驗主義。但已 注意到經驗主義的機械性和片面性，強調理性在審美中的作用。

- 審美無功利性，影響康德等，主張性善論。含夫次別利在英國的經驗派美學家中，是個思想獨特的人，試圖糾正經驗派美學的片面性，提出內在感官說，在美學史上有重大影響。

- 內在感官說，揭示美感不是動物性的快感，不是單純的感覺，既有感性因素也有理性因素，比一般快感要複雜高級，審美感官基本上都是唯心主義。

## 其他代表人物
- 哈奇生
- 荷加斯
- 柏克
- 休謨